# Hyporhagus punctulatus
Hyporhagus punctulatus là một loài bọ cánh cứng trong họ Zopheridae. Loài này được Thomson miêu tả khoa học năm 1860.